# 笠西村
笠西村（かさにしむら）は静岡県の西部、山名郡・磐田郡に属していた村である。袋井市東部、静岡スタジアム エコパ周辺にあたる。

## 地理
- 山：小笠山
- 河川：原野谷川、逆川、小笠沢川

## 歴史

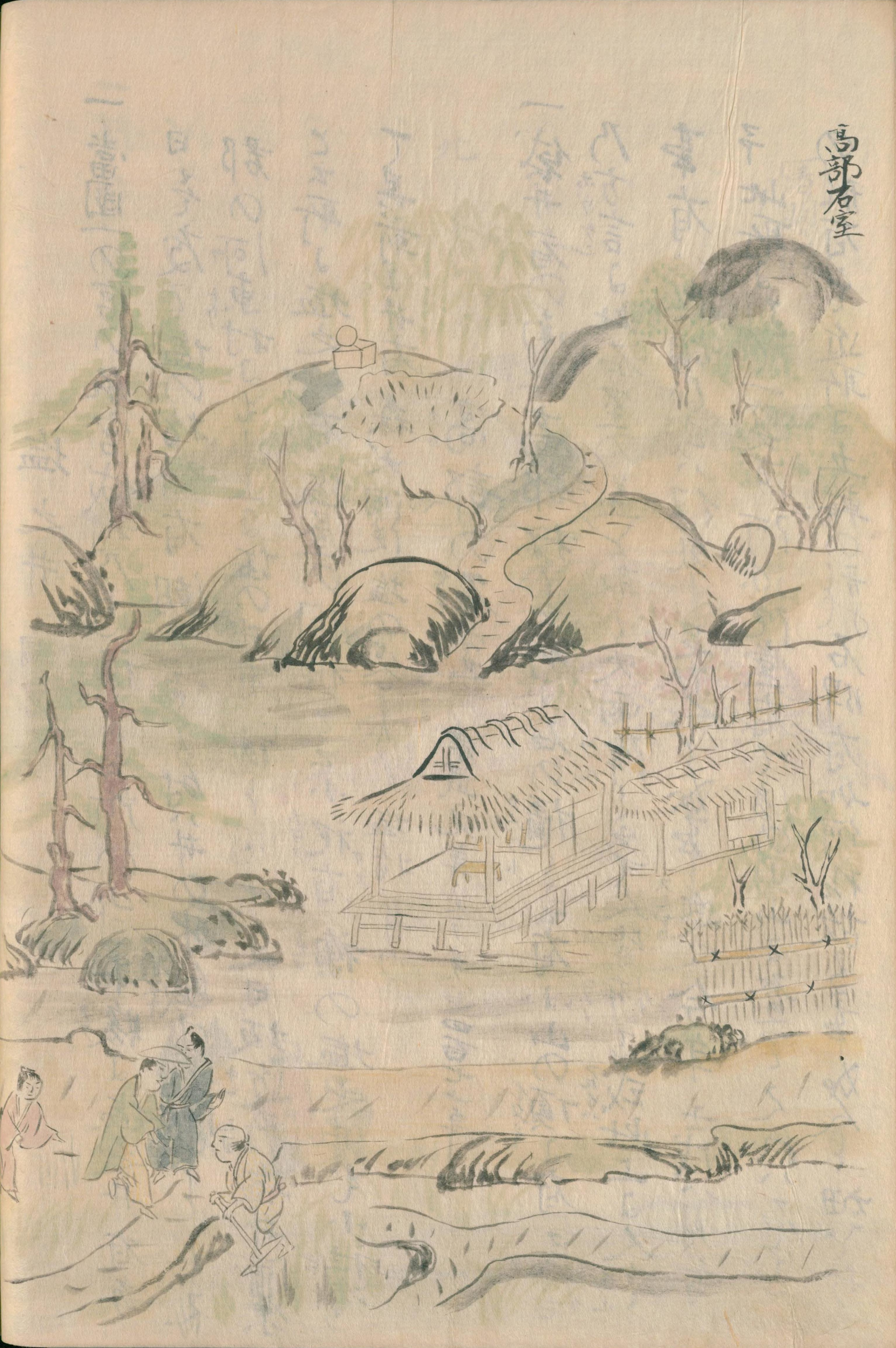
大門大塚古墳を描いた江戸時代の彩色画（「髙部石室」藤長庚編集『遠江古蹟圖會』1803年。国立国会図書館蔵）

- 1889年（明治22年）4月1日 - 町村制の施行により愛野村、豊沢村、高尾村が合併して山名郡笠西村が発足。
- 1896年（明治29年）4月1日 - 郡制の施行により所属郡が磐田郡に変更。
- 1928年（昭和3年）12月15日 - 袋井町と合併し、改めて袋井町が発足。同日笠西村廃止。

## 経済

### 産業
商工業
商工業者は高尾の酒類醸造仲買商の塩谷桑平、砂糖・メリケン粉商の豊田、金物商の豊田、紙文具商の湯口、米穀・肥料・石油業の山下、旅人宿営業の栗山、旅館兼料理業の小坂、食塩・菓子商の伊藤、海産物・乾物・青物商の山崎、酒類販売業の落合などがいた。
企業
- 遠州銀行袋井支店[1]
- 豊田商会[1]
- 中遠鉄道[1]

## 地域

### 施設
- 静岡県立袋井商業学校[2]
- 私立袋井裁縫高等女学校[2]

## 交通

### 鉄道路線
鉄道省東海道本線の袋井駅が大字高尾に所在。